# Foot Ball Club Brescia 1932-1933
Questa pagina raccoglie i dati riguardanti il Foot Ball Club Brescia nelle competizioni ufficiali della stagione 1932-1933.

## Stagione
Dopo lo spareggio perso e la retrocessione in Serie B, immediato il riscatto del Brescia che nella stagione 1932-1933 centra con il secondo posto in campionato alle spalle del Livorno, il ritorno nella massima serie dopo una sola stagione tra i cadetti.
La squadra bresciana, affidata all'allenatore ungherese György Hlavay parte a razzo con otto risultati positivi, subisce la prima sconfitta a Novara. Poi di nuovo otto risultati positivi prima della seconda sconfitta subita a Livorno.
Nel girone di ritorno spicca la vittoria nel derby di Bergamo, che dà fiato alle speranze di promozione, speranze concretizzate con altre nove vittorie in dieci incontri, inframmezzate dal pareggio di Legnano. Indolore la sconfitta di Venezia all'ultima di campionato.

## Rosa
| N. |                   | Ruolo | Calciatore          |
| -- | ----------------- | ----- | ------------------- |
|    | Italia (bandiera) | P     | Giuseppe Peruchetti |
|    | Italia (bandiera) | D     | Angelo Bocchi       |
|    | Italia (bandiera) | D     | Riccardo Bonometti  |
|    | Italia (bandiera) | D     | Andrea Gadaldi      |
|    | Italia (bandiera) | D     | Ezio Morselli       |
|    | Italia (bandiera) | C     | Giovanni Braga      |
|    | Italia (bandiera) | C     | Ambrogio Favalli    |
|    | Italia (bandiera) | C     | Evaristo Frisoni    |
|    | Italia (bandiera) | C     | Giovanni Gasparini  |
|    | Italia (bandiera) | C     | Ugo Locatelli       |
|    | Italia (bandiera) | C     | Attilio Mestroni    |

| N. |                   | Ruolo | Calciatore          |
| -- | ----------------- | ----- | ------------------- |
|    | Italia (bandiera) | C     | Ezio Morselli       |
|    | Italia (bandiera) | C     | Bonifacio Scaltriti |
|    | Italia (bandiera) | A     | Bruno Bianchi       |
|    | Italia (bandiera) | A     | Gino Bonzi          |
|    | Italia (bandiera) | A     | Carlo Bossini       |
|    | Italia (bandiera) | A     | Antonio Cominelli   |
|    | Italia (bandiera) | A     | Giovanni Correnti   |
|    | Italia (bandiera) | A     | Angelo Gibertoni    |
|    | Italia (bandiera) | A     | Mario Patuzzi       |
|    | Italia (bandiera) | A     | Francesco Volpi     |

### Risultati

#### Girone d'andata
| Arbitro: | Corradini (Bologna) |

|            |           |                                                 |
| Sacchi 49’ | Marcatori | 30’ (aut.) Guarisco 40’ Morselli 45’ Frisoni II |

| Arbitro: | Brunelli (Bologna) |

|             |           |  |
| Patuzzi 79’ | Marcatori |  |

| Arbitro: | Mazza (Genova) |

|                                                               |           |  |
| Bianchi 12’ Frisoni II 20’, 55’ (rig.) Mestroni 79’ Braga 89’ | Marcatori |  |

| La Spezia 9 ottobre 1932 4ª giornata | Spezia                | 0 – 0 | Brescia | Stadio Alberto Picco\| Arbitro: \| Beretta (Novi Ligure) \| |
| Arbitro:                             | Beretta (Novi Ligure) |       |         |                                                             |

| Arbitro: | Bonivento (Venezia) |

|                                    |           |             |
| Frisoni II 9’ (rig.) Scaltriti 34’ | Marcatori | 55’ Panzeri |

| Arbitro: | Bertoli (Vicenza) |

|                            |           |                                                    |
| Azzimonti 43’ Gastaldi 77’ | Marcatori | 4’ (aut.) Gastaldi 50’ (rig.) Frisoni II 90’ Bonzi |

| Arbitro: | Marchi (Bologna) |

|           |           |  |
| Bonzi 52’ | Marcatori |  |

| Arbitro: | U.Gama (Milano) |

|              |           |                                 |
| Andreoli 65’ | Marcatori | 35’ Bonzi 42’ (rig.) E. Frisoni |

| Arbitro: | Beraldi (Oneglia) |

|                                      |           |  |
| Pagliarini 49’ Peruchetti 50’ (aut.) | Marcatori |  |

| Arbitro: | Caironi (Milano) |

|                           |           |  |
| Gibertoni 60’, 74’ (rig.) | Marcatori |  |

| Modena 11 dicembre 1932 11ª giornata | Modena           | 0 – 0 | Brescia | Campo di Viale Fontanelli\| Arbitro: \| Mazzarini (Roma) \| |
| Arbitro:                             | Mazzarini (Roma) |       |         |                                                             |

| Arbitro: | Melandri (Genova) |

|                               |           |  |
| Gibertoni 2’, 85’ Bianchi 88’ | Marcatori |  |

| Arbitro: | Bertoli (Vicenza) |

|  |           |                    |
|  | Marcatori | 84’ (rig.) Frisoni |

| 15 gennaio 1933 14ª giornata |  | – Turno di riposo BRESCIA |  |  |

| Arbitro: | Mazzarini (Roma) |

|                                                  |           |  |
| Mestroni 72’ Frisoni II 80’ (rig.) Gibertoni 82’ | Marcatori |  |

| Cagliari 29 gennaio 1933 16ª giornata | Cagliari         | 0 – 0 | Brescia | Campo Comunale di Via Pola\| Arbitro: \| Mazzarini (Roma) \| |
| Arbitro:                              | Mazzarini (Roma) |       |         |                                                              |

| Arbitro: | Beretta (Novi Ligure) |

|               |           |  |
| Gibertoni 14’ | Marcatori |  |

##### Girone di ritorno
| Arbitro: | Bertolio (Torino) |

|                                                   |           |                   |
| Scaltriti 43’ Frisoni II 70’ (rig.) Gibertoni 77’ | Marcatori | 79’ (rig.) Romano |

| Arbitro: | Mattea (Torino) |

|                                       |           |                |
| Silvestri 8’, 49’ Nekadoma 64’ (rig.) | Marcatori | 60’ Frisoni II |

| Arbitro: | Bertoli (Vicenza) |

|            |           |  |
| Antona 55’ | Marcatori |  |

| Arbitro: | Scarpi (Dolo) |

|                       |           |                        |
| Frisoni II 56’ (rig.) | Marcatori | 48’ Arella 76’ Bermone |

| Arbitro: | Brunelli (Bologna) |

|               |           |                          |
| Simonetti 31’ | Marcatori | 9’ Gibertoni 22’ Patuzzi |

| Arbitro: | Bertolio (Torino) |

|                         |           |            |
| Bianchi 51’ Patuzzi 57’ | Marcatori | 81’ Comini |

| Arbitro: | Corradini (Bologna) |

|  |           |                           |
|  | Marcatori | 34’ Bianchi 53’ Locatelli |

| Arbitro: | Mazza (Genova) |

|                                                 |           |              |
| Bianchi 17’ Frisoni II 60’ (rig.) Locatelli 73’ | Marcatori | 89’ Andreoli |

| Arbitro: | Caironi (Milano) |

|                            |           |  |
| Locatelli 23’ Correnti 58’ | Marcatori |  |

| Legnano 30 aprile 1933 27ª giornata | Legnano              | 0 – 0 | Brescia | Stadio Comunale\| Arbitro: \| Ciamberlini (Genova) \| |
| Arbitro:                            | Ciamberlini (Genova) |       |         |                                                       |

| Arbitro: | Mazzarini (Roma) |

|              |           |  |
| Gibertoni 5’ | Marcatori |  |

| Arbitro: | De Sanctis (Roma) |

|  |           |                       |
|  | Marcatori | 57’ (rig.) Frisoni II |

| Arbitro: | Ferorelli (Napoli) |

|                                                      |           |  |
| Gibertoni 47’, 75’, 87’ Frisoni II 67’ Locatelli 78’ | Marcatori |  |

| 4 maggio 1933 31ª giornata |  | – Turno di riposo BRESCIA |  |  |

| Arbitro: | Corradini (Bologna) |

|  |           |                  |
|  | Marcatori | 12’, 63’ Bianchi |

| Arbitro: | Carnevali (Frascati) |

|              |           |  |
| Locatelli 2’ | Marcatori |  |

| Arbitro: | Bettucchi (Bologna) |

|                            |           |               |
| Baccaglini 43’ Astolfi 62’ | Marcatori | 47’ Locatelli |

## Statistiche

### Statistiche di squadra
| Competizione | Punti | In casa | In casa | In casa | In casa | In casa | In casa | In trasferta | In trasferta | In trasferta | In trasferta | In trasferta | In trasferta | Totale | Totale | Totale | Totale | Totale | Totale | DR  |
| Competizione | Punti | G       | V       | N       | P       | Gf      | Gs      | G            | V            | N            | P            | Gf           | Gs           | G      | V      | N      | P      | Gf     | Gs     | DR  |
| ------------ | ----- | ------- | ------- | ------- | ------- | ------- | ------- | ------------ | ------------ | ------------ | ------------ | ------------ | ------------ | ------ | ------ | ------ | ------ | ------ | ------ | --- |
| Serie B      | 50    | 16      | 15      | 0       | 1       | 36      | 6       | 16           | 8            | 4            | 4            | 18           | 13           | 32     | 23     | 4      | 5      | 54     | 19     | +35 |

### Statistiche dei giocatori
| Giocatore     | Serie B  | Serie B | Serie B     | Serie B    |
| Giocatore     | Presenze | Reti    | Ammonizioni | Espulsioni |
| ------------- | -------- | ------- | ----------- | ---------- |
| B. Bianchi    | 32       | 7       | ?           | ?          |
| A. Bocchi     | 7        | 0       | ?           | ?          |
| R. Bonometti  | 29       | 0       | ?           | ?          |
| G. Bonzi      | 20       | 3       | ?           | ?          |
| C. Bossini    | 7        | 0       | ?           | ?          |
| G. Braga      | 27       | 1       | ?           | ?          |
| A. Cominelli  | 4        | 0       | ?           | ?          |
| G. Correnti   | 16       | 1       | ?           | ?          |
| A. Favalli    | 1        | 0       | ?           | ?          |
| E. Frisoni    | 31       | 14      | ?           | ?          |
| A. Gadaldi    | 28       | 0       | ?           | ?          |
| G. Gasparini  | 2        | 0       | ?           | ?          |
| A. Gibertoni  | 25       | 12      | ?           | ?          |
| U. Locatelli  | 10       | 6       | ?           | ?          |
| A. Mestroni   | 20       | 2       | ?           | ?          |
| E. Morselli   | 10       | 1       | ?           | ?          |
| M. Patuzzi    | 27       | 3       | ?           | ?          |
| G. Peruchetti | 32       | -19     | ?           | ?          |
| B. Scaltriti  | 24       | 2       | ?           | ?          |
| F. Volpi      | 1        | 0       | ?           | ?          |